# 上野城 (伊勢国)
上野城（うえのじょう）は、三重県津市河芸町上野にあった日本の城（山城）。

## 概要
上野の町並みを見下ろす標高30メートルの台地上にあり、台地の東側は断崖状になっていて伊勢湾を一望でき、他の三方は谷に囲まれ、南方は津市街が間近に見られる。東西230メートル、南北120メートルの規模で、本丸は80メートル四方の高台で、低い土塁と北西隅の櫓台状地を備えている。東側に二の丸が置かれ、その東側には幅20メートル近い空堀が造られており、北側に入り込んだ谷は古図には池と書かれていて、南・西の谷とともに城を囲む自然の堀を形成している。
現在は本城山青少年公園となっており、本丸跡には二階が資料室となった展望台が設けられている。

## 歴史
元亀元年（1570年）、織田信包が津城（安濃津城）の仮城として分部光嘉に築城させた。天正8年（1580年）、津城の完成により、信包が居城を移したため、分部光嘉が城代となり、文禄3年（1594年）に信包が近江へ改易になると、光嘉が城主に任ぜられて独立した城となった。元和5年（1619年）、光嘉の養嗣子光信は近江国大溝藩へ移封となったため、廃城となった。
なお浅井長政が滅亡の後、長政の妻であるお市の方と娘の茶々・初・江は信包に預けられ、一時この城で過ごしたと言われてきた。しかし、近年の研究によると、当初、お市の方と三姉妹を保護したのは信包ではなく、信長、信包、お市達の叔父である織田信次であることが明らかとなっており、上野城に滞在していたとされるのは誤りで、尾張国の守山城で過ごしていたのが正しいとされる（『溪心院文』）。